# Vierde amendement van de Grondwet van de Verenigde Staten
Het Vierde amendement I van de Grondwet van de Verenigde Staten is een onderdeel van de Bill of Rights, die op 15 december 1791 werd toegevoegd aan de constitutie. Het verbiedt onredelijke huiszoekingen en inbeslagnames. Daarnaast stelt het eisen aan de afgifte van bevelschriften: deze moeten worden afgegeven door een rechter of magistraat, gerechtvaardigd door een aannemelijke oorzaak, ondersteund door een eed of een verklaring, en moeten een specifieke beschrijving inhouden van de te doorzoeken plaats, en van de in beslag te nemen goederen of aan te houden personen.